# Ficus erecta
Ficus erecta är en mullbärsväxtart som beskrevs av Carl Peter Thunberg. Ficus erecta ingår i släktet fikonsläktet, och familjen mullbärsväxter.

## Underarter
Arten delas in i följande underarter:
- F. e. beecheyana
- F. e. sieboldii
- F. e. yamadorii

## Bildgalleri

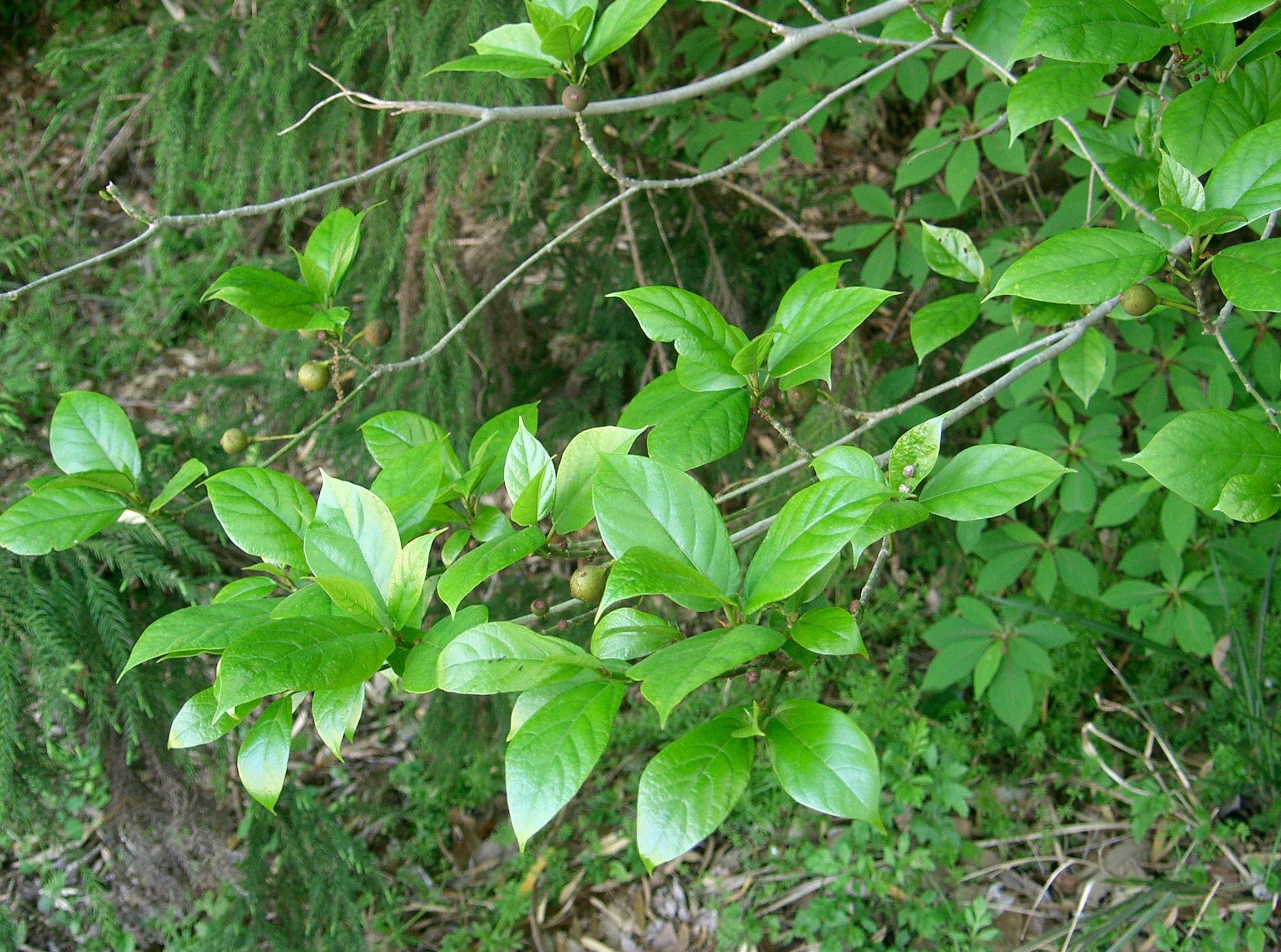
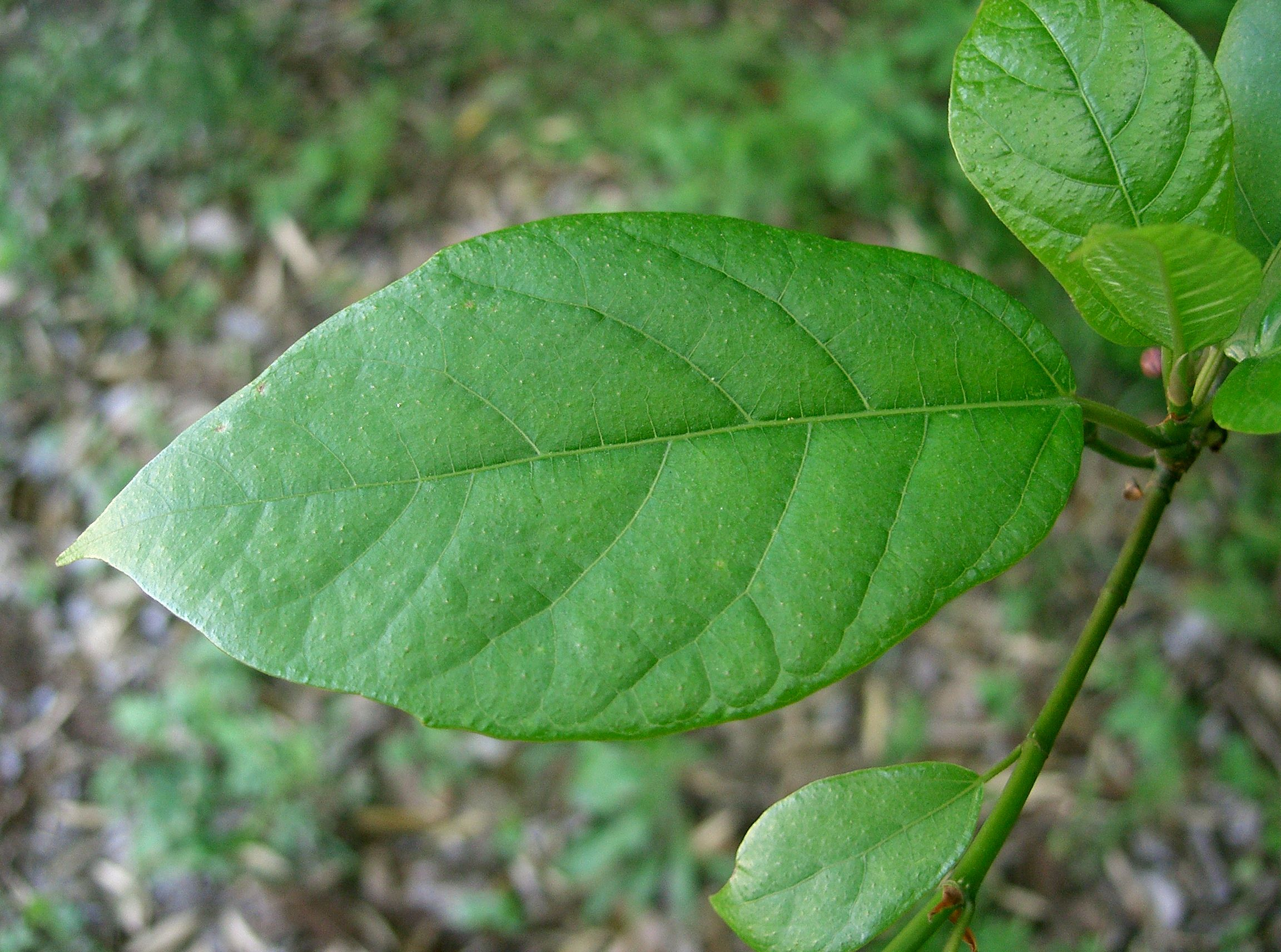
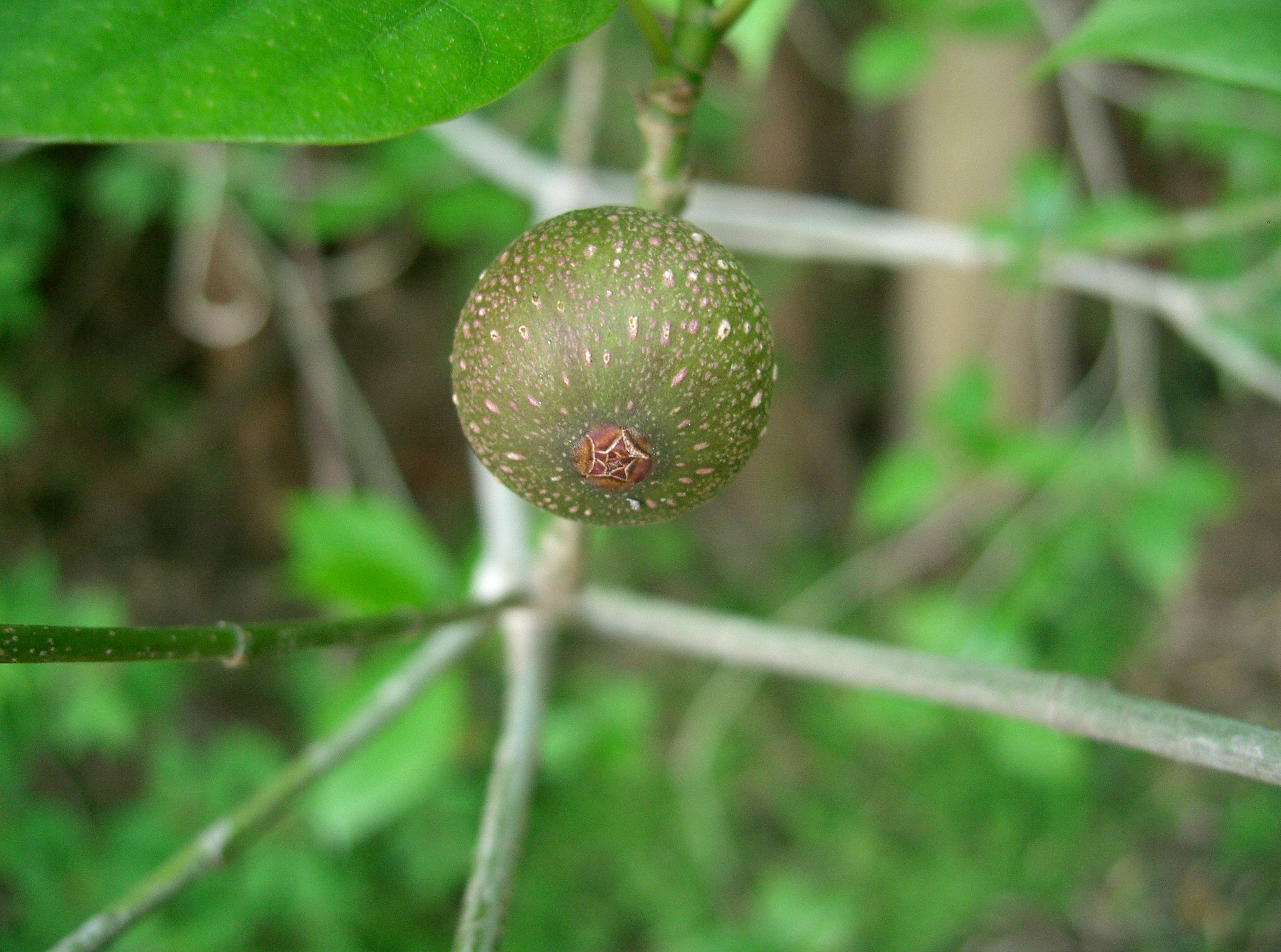
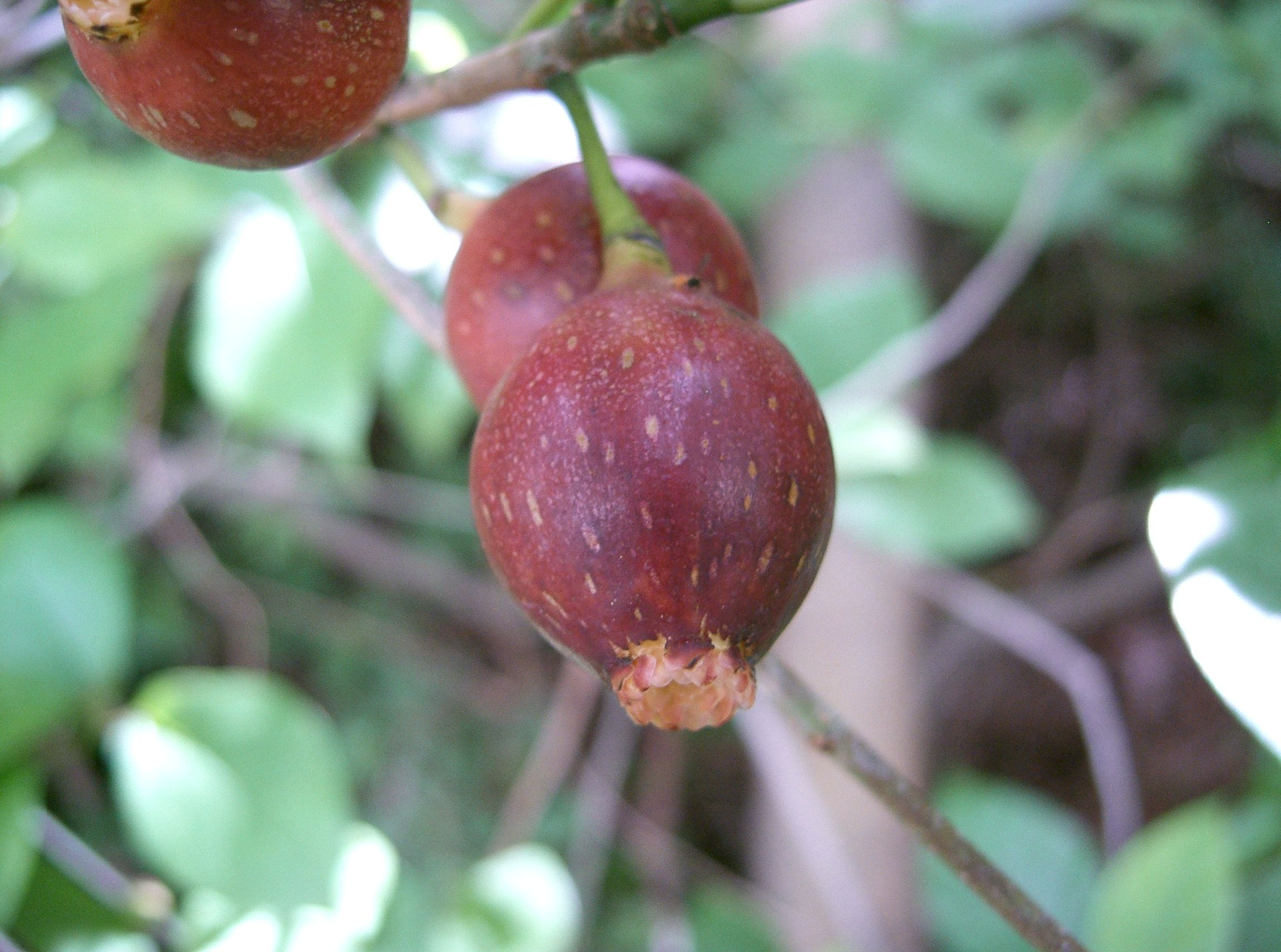
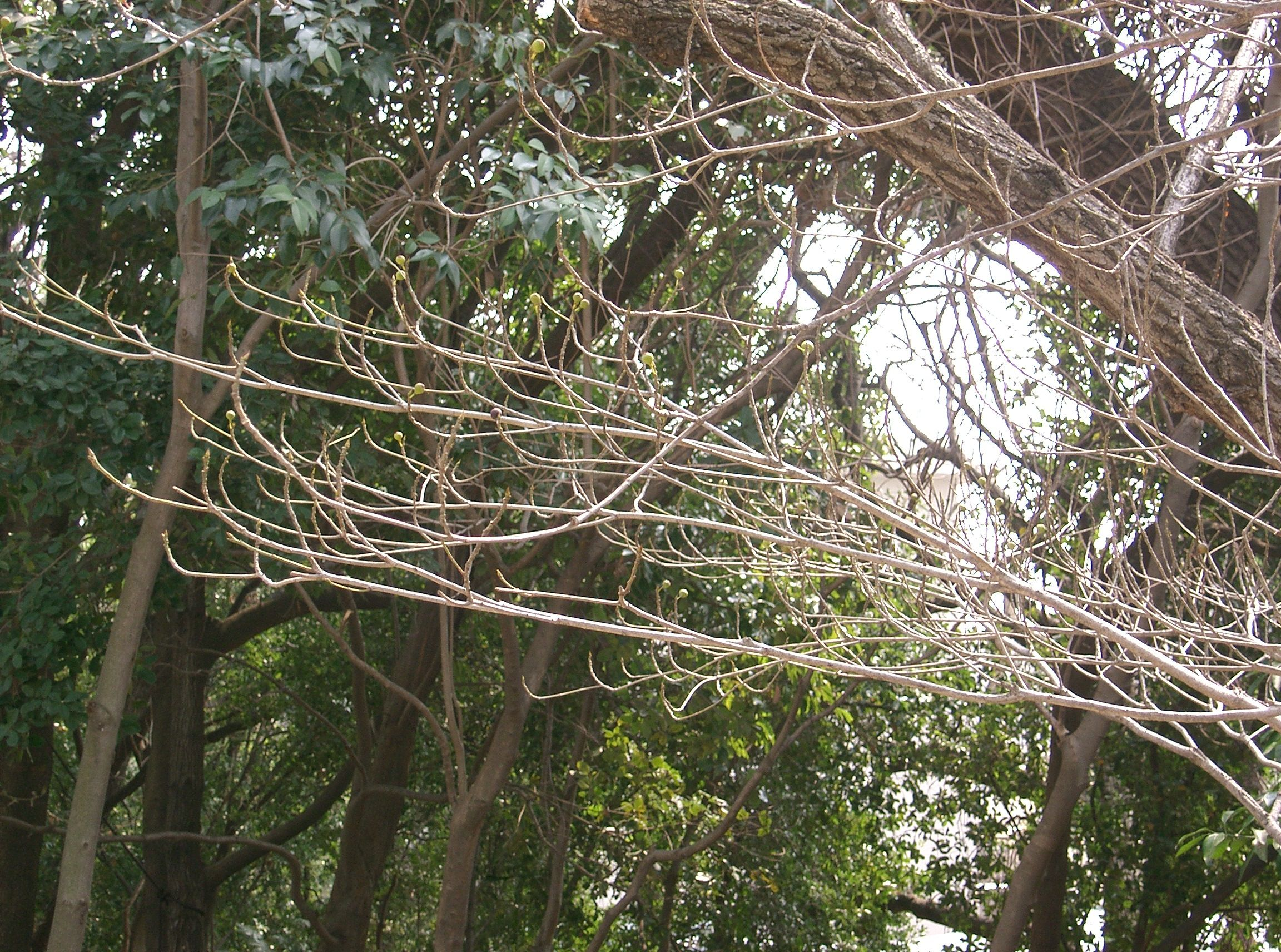